# Schäferlauf

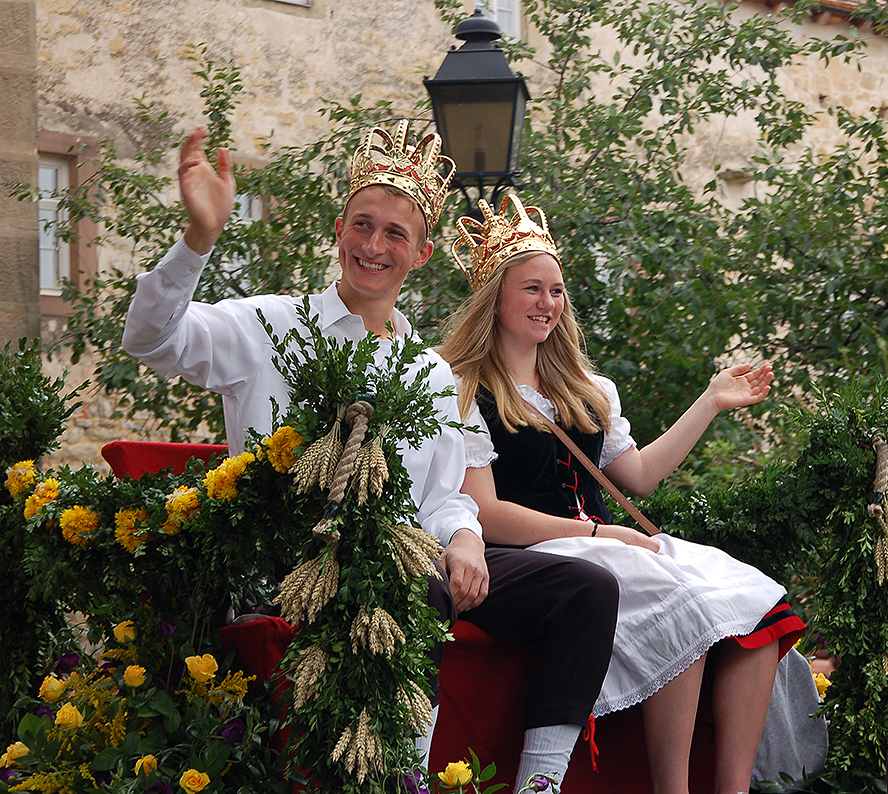
Königspaar vom Schäferlauf 2013 in Markgröningen

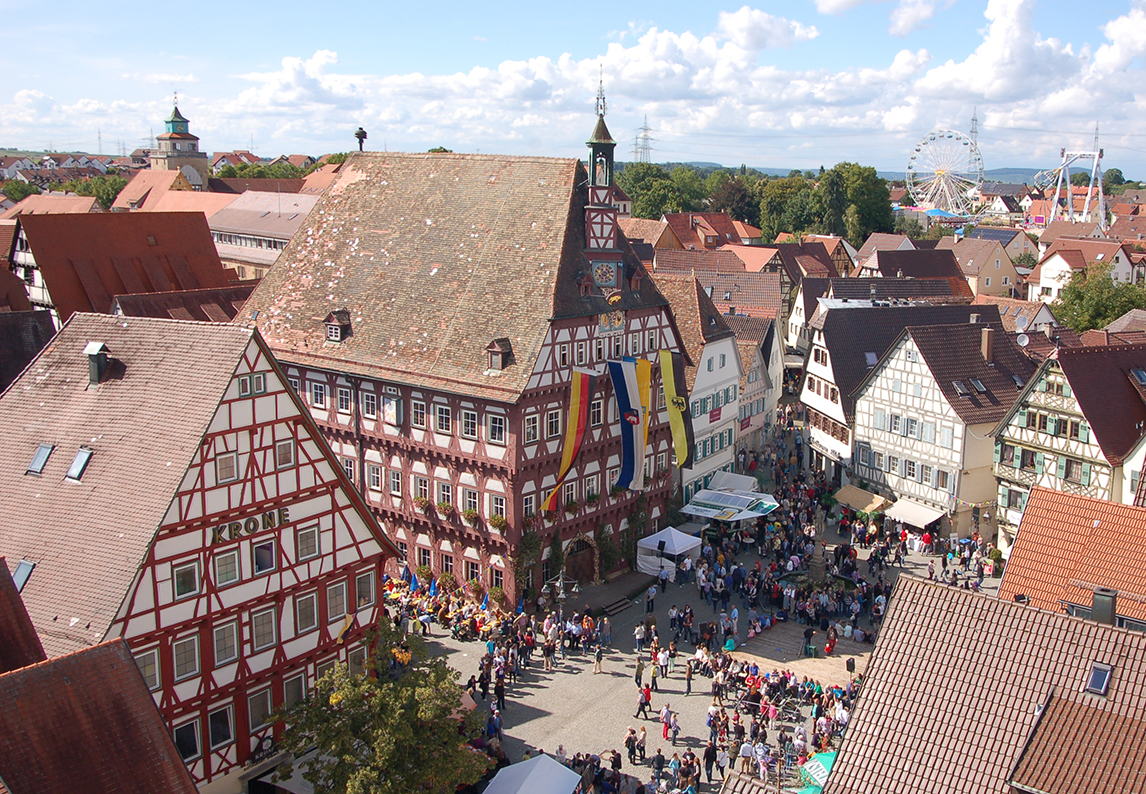
Blick vom Kirchturm über den Markgröninger Marktplatz

Der Schäferlauf ist ein württembergisches Volksfest mit langer Tradition, das sich als Jahrmarkt ursprünglich auf die Weihe der Bartholomäuskirche im ehemaligen Grüningen (heute Markgröningen) bezog und später als Zunftfest die Schäferei in den Mittelpunkt stellte. „Filialfeste“ finden seit 1723 auch in Bad Urach und Wildberg statt.

## Geschichte

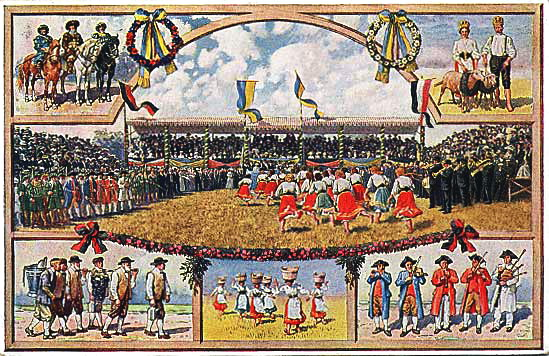
Markgröninger Schäferlauf um 1911

### Legenden vom treuen Barthel
Die alljährlich im Festspiel zelebrierte Legende führt die Entstehung des Schäferlaufs auf einen Schäfer namens „Barthel“ zurück. Dieser habe sich dem untreuen Vogt und dessen Spießgesellen widersetzt, wurde daraufhin von ihnen verleumdet und vom getarnten Grafen von Grüningen zur Probe in Versuchung geführt. Weil er sich dem Grafen gegenüber jedoch höchst loyal erwiesen habe, bestimmte dieser, dass dem „treuen Barthel“ zu Ehren von nun an alljährlich an seinem Namenstag „ein großes Fest der Schäfer“ gefeiert werden solle. Einer weiteren Legende zufolge soll der „treue Barthel“ den auf dem Hohenasperg belagerten Grafen von Württemberg über einen Geheimgang in Richtung Grüningen zur Flucht verholfen haben.

### Bartholomäus: Patron der Stadtkirche und der Schäfer

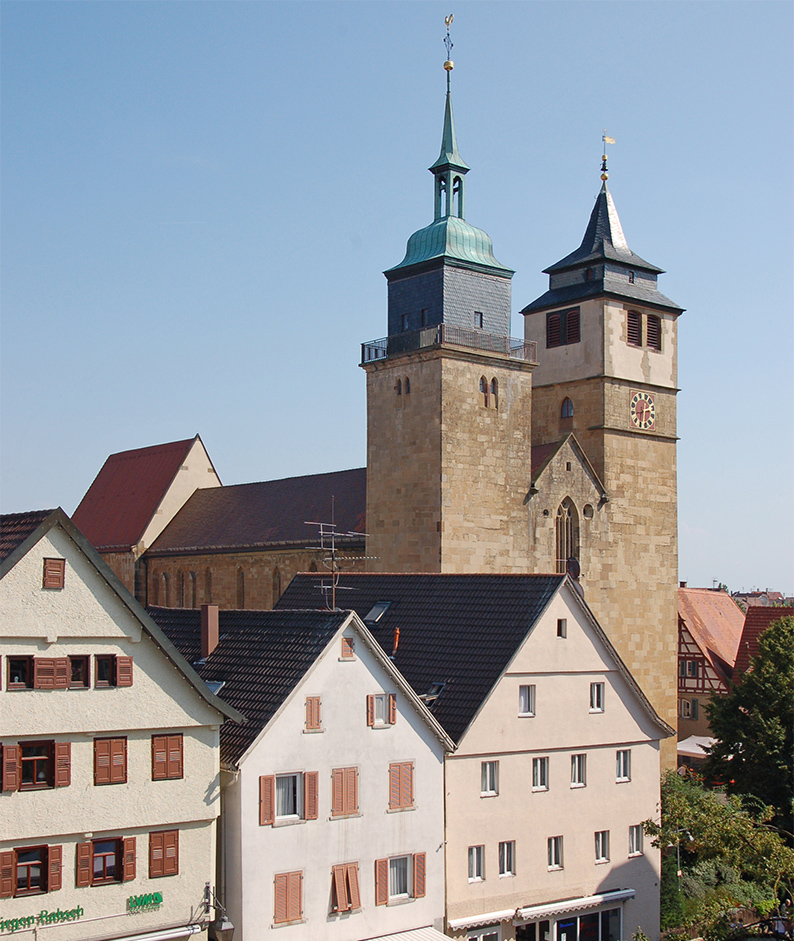
Die Kirchweih der Markgröninger Bartholomäuskirche war die Keimzelle von Barthelmarkt und Schäferlauf

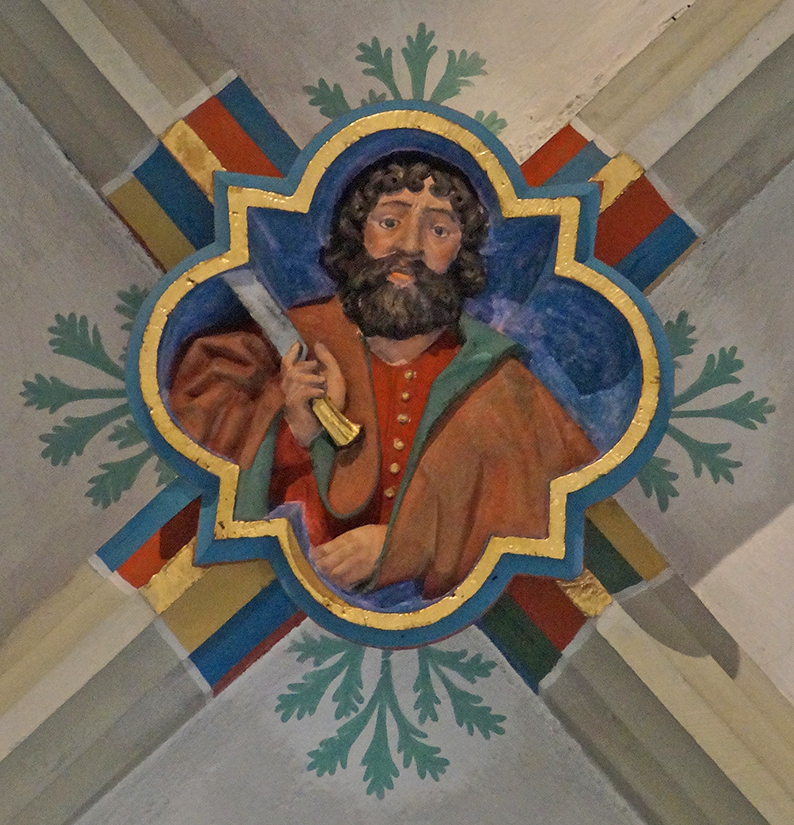
Patron Bartholomäus mit seinem Attribut, dem Schermesser, auf einem Schlussstein des Chorgewölbes der Markgröninger Bartholomäuskirche

Seinen Ursprung hat der Schäferlauf bereits im frühen Mittelalter als Kirchweihfest der laut Überlieferung von Königin Hildegard († 783) gestifteten Bartholomäuskirche und eines damit verbundenen großen Jahrmarktes am 24. August, dem Bartholomäustag. Weil dieser Apostel auch der Schutzpatron der Schäfer war und da der Schaftrieb über die Felder erst zu dieser Jahreszeit nach dem „Einholen der "Frucht“ (Getreideernte) möglich wurde, bot es sich an, das jährliche Zunfttreffen der saisonal mit ihren Herden wandernden Schäfer mit dem einst überregional bedeutsamen „Barthelmarkt“ in Grüningen zusammenzulegen. Diese Fusion könnte im 14. Jahrhundert erfolgt sein, als in der Grafschaft Württemberg die professionelle Schafzucht etabliert wurde. Diese ist für Markgröningen seit 1396 belegt.
Ein erster schriftlicher Hinweis auf das Fest stammt aus dem Jahr 1445: Ein Bruder des Grüninger Heilig-Geist-Spitals vermerkte in seiner Ausgabenliste, was er auf dem Bartholomäusmarkt gekauft hatte. Zu diesem Jahr- und Viehmarkt sollen während der damaligen Blütezeit der Residenz- und Amtsstadt laut Hans Grüninger (1527) ebenso viele Besucher gekommen sein wie auf die Frankfurter Messe. Ähnlichen Ursprungs sind der „Barthelmarkt“ in Oberstimm oder die Bartlmädult in Landshut.
Die erste explizite Nennung als „Schäferlauf“ mit „Schäfertanz“ stammt allerdings erst aus dem Jahr 1593 von dem Chronisten Jakob Frischlin, der 1599 erneut den „alten Brauch“, das ihm heidnisch und wollüstig erscheinende Festtreiben und den Wettlauf übers Stoppelfeld in lyrischer Form schilderte: „[…] darnach wann dieser Dantz vergangen, die Schäffer zu lauffen anfangen, ziehen sich bis auffs Hemmet aus, es würdt offt ein groß Lachen draus […], durch Stupflen Feld mit blosem Fueß, ein ieder Schäffer lauffen mueß.“ Der Schäfertanz könnte wie andernorts der „Hammeltanz“ seine Wurzeln tatsächlich in einem uralten heidnischen Brauch haben, der schließlich wie in Onolzheim und anderen fränkischen Orten mit der Kirchweih verknüpft wurde.
In seinem 1791 erschienenen Stadtportrait Gröningens im Geographischen statistisch-topographischen Lexikon von Schwaben schilderte der Pfarrer und Historiker Philipp Röder den Schäferlauf ausführlich, allerdings nicht ohne sich gehörig vom ausschweifenden Feiern des „Pöbels“ und der Leichtfertigkeit der „Frauenzimmer“ zu distanzieren.

### Zunftordnung und Aufteilung
In seiner heutigen Form findet der Schäferlauf seit 1651 statt. Der württembergische Herzog Eberhard III. erließ die Schäferzunftordnung, die die Aufgaben und den Ablauf des Treffens und des Festes regelten. Auf den Treffen wurden Rechts- und Ordnungsangelegenheiten der Schäferzunft verhandelt, und es herrschte Anwesenheitspflicht. Da die im ganzen Land lebenden Schäfer aber teilweise Probleme hatten, sich auf diesem jährlich stattfindenden Zunfttreffen am 24. August einzufinden, ließ Herzog Eberhard Ludwig die Hauptlade 1723 aufteilen und Nebenladen (Viertelladen) in Heidenheim, Bad Urach sowie in Wildberg einrichten. Nun fanden jährliche Zunfttreffen auch in diesen Städten statt. Zur Grüninger Lade zählten weiterhin die Schäfer aus den württembergischen Ämtern (ab 1758 Oberämter) Backnang, Besigheim, Böblingen, Brackenheim, Cannstatt, Leonberg, Ludwigsburg, Marbach, Maulbronn, Neckarsulm, Schorndorf, Stuttgart, Vaihingen an der Enz, Waiblingen und Weinsberg sowie aus den Reichsstädten (ab 1806 Oberämtern) Eßlingen und Heilbronn.
Mit Auflösung der Zünfte im Jahr 1828 fiel die Schäferzunft als Träger der Feste weg und wurde außer in Heidenheim durch die jeweiligen Kommunen ersetzt. Die Filial-Schäferläufe finden allerdings nur alle zwei Jahre statt.

### UNESCO-Kulturerbe
Im Rahmen der Kultusministerkonferenz gab die Deutsche UNESCO-Kommission im Dezember 2018 in Berlin bekannt, dass der Schäferlauf 2019 in das Verzeichnis des immateriellen Kulturerbes aufgenommen wird.

## Markgröningen
Die Auflösung der Schäferzunft als Träger konnte den in der Bevölkerung fest verwurzelten und längst zum überregionalen Volksfest avancierten Schäferlauf ebenso wenig in Frage stellen wie das 1818 eingeführte Landwirtschaftliche Hauptfest in Cannstatt, das als Cannstatter Volksfest allerdings bald höhere Besucherzahlen erreichte als der Schäferlauf. Dessen Trägerschaft übernahm die inzwischen in „Markgröningen“ umbenannte Stadt und hielt dabei an den überlieferten Traditionen fest: Nach dem Einholen des Landrats als Nachfolger des herrschaftlichen Vogts folgt nach wie vor der offizielle Festakt vor dem Rathaus und ein Festgottesdienst in der Bartholomäuskirche. Danach führt ein historischer Festzug vor die Stadt, wo der eigentliche Schäferlauf (barfuß über ein 300 Fuß langes Stoppelfeld) und weitere Wettbewerbe wie das Wassertragen oder der Hahnentanz der Schäfertanzgruppe stattfinden. Die Entstehungslegende wird von der Festspielgruppe in mehreren Aufführungen nacherzählt. Am Sonntag wird das Programm mit leichten Abweichungen wiederholt.
Den Rahmen bilden der Krämermarkt mit zahlreichen gastronomischen Ständen und Live-Musik in der Altstadt, der Schäfermarkt und ein Rummelplatz vor dem Oberen Tor sowie ein Feuerwerk zum Abschluss des viertägigen Festmarathons mit sechsstelligen Besucherzahlen. Tradition haben auch die für ein Volksfest einzigartig späten Sperrzeiten: Freitag Nacht um 2:00 Uhr, Samstag Nacht um 3:00 Uhr, am Sonntag und Montag um 1:30 Uhr. Für auswärtige Besucher verkehren Nachtbusse; am besten sucht man sich jedoch ein Übernachtungsquartier.
1953 diente der Markgröninger Schäferlauf als Kulisse für den Kinofilm Der Vetter aus Dingsda. Seit 1963 ist der Haupttag nicht mehr der 24. August, sondern jeweils der Samstag des letzten Augustwochenendes. Freitag morgens findet vorab das Leistungshüten statt, bei dem Schäfer und Hunde ihr Können mit einer fremden Herde demonstrieren und die örtlichen Zuschauer sich auf das Fest einstimmen. Den Stellenwert dieses Festes für die Einheimischen lässt sich daran erkennen, dass die Markgröninger Zeitrechnung immer noch den Schäferlauf als Zäsur nimmt: Man fragt, „vor oder nach dem Schäferlauf?“
Seit 1909 gibt es das Festspiel genannte Theaterstück „Der treue Bartel“, das am Festwochenende mehrmals in der Stadthalle und in Auszügen auch auf dem Stoppelfeld aufgeführt wird. Anlässlich des hundertjährigen Jubiläums des Festspiels fand 2009 die Uraufführung des Musicals Barthel – das Musical zum Schäferlauf statt. Der eigens zum Schäferlauf komponierte Markgröninger Marsch erfreut sich zunehmender Beliebtheit und begegnet einem möglicherweise sogar als Einlage bei Live-Konzerten.

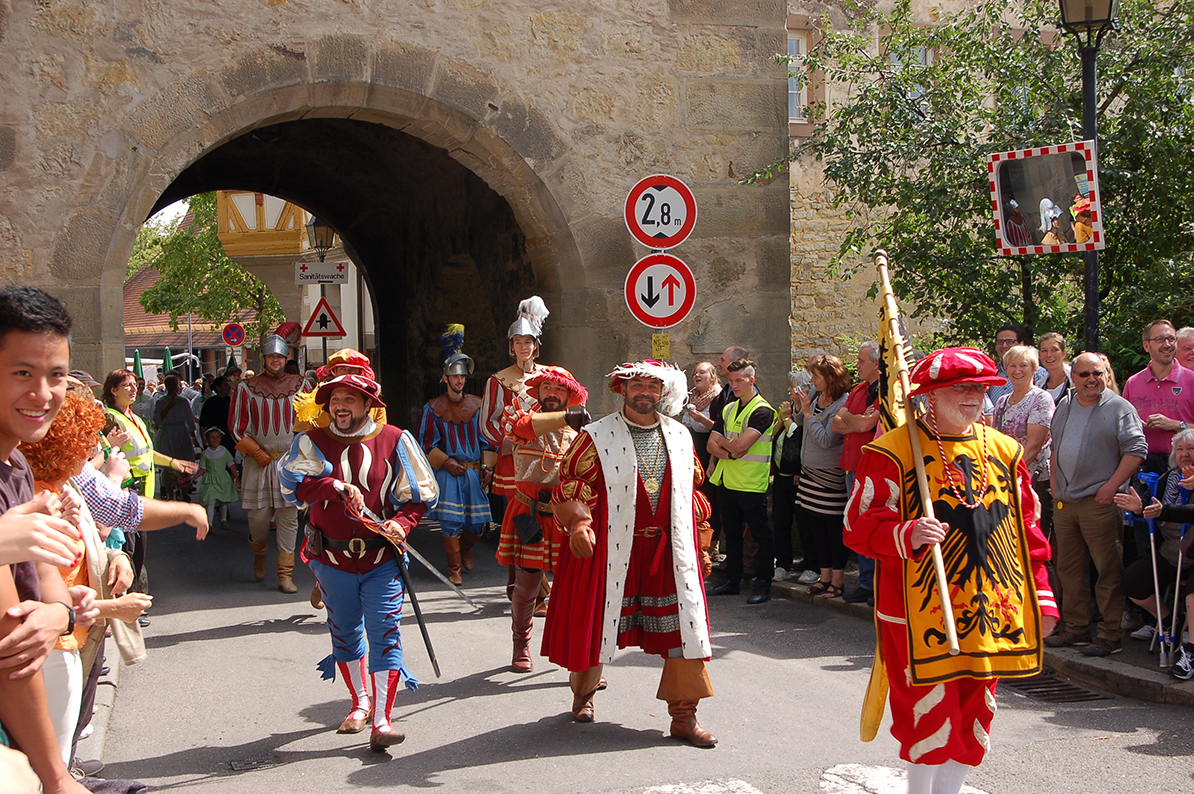
Festspielgruppe im Festzug vor dem Oberen Tor
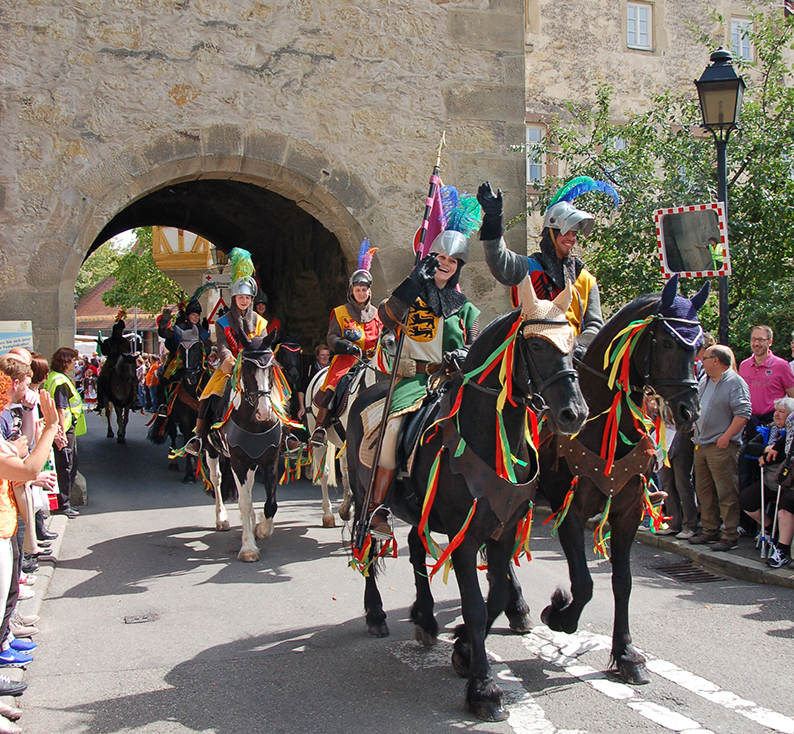
Im Festzug kommen Pferde auch als Zugtiere zum Einsatz
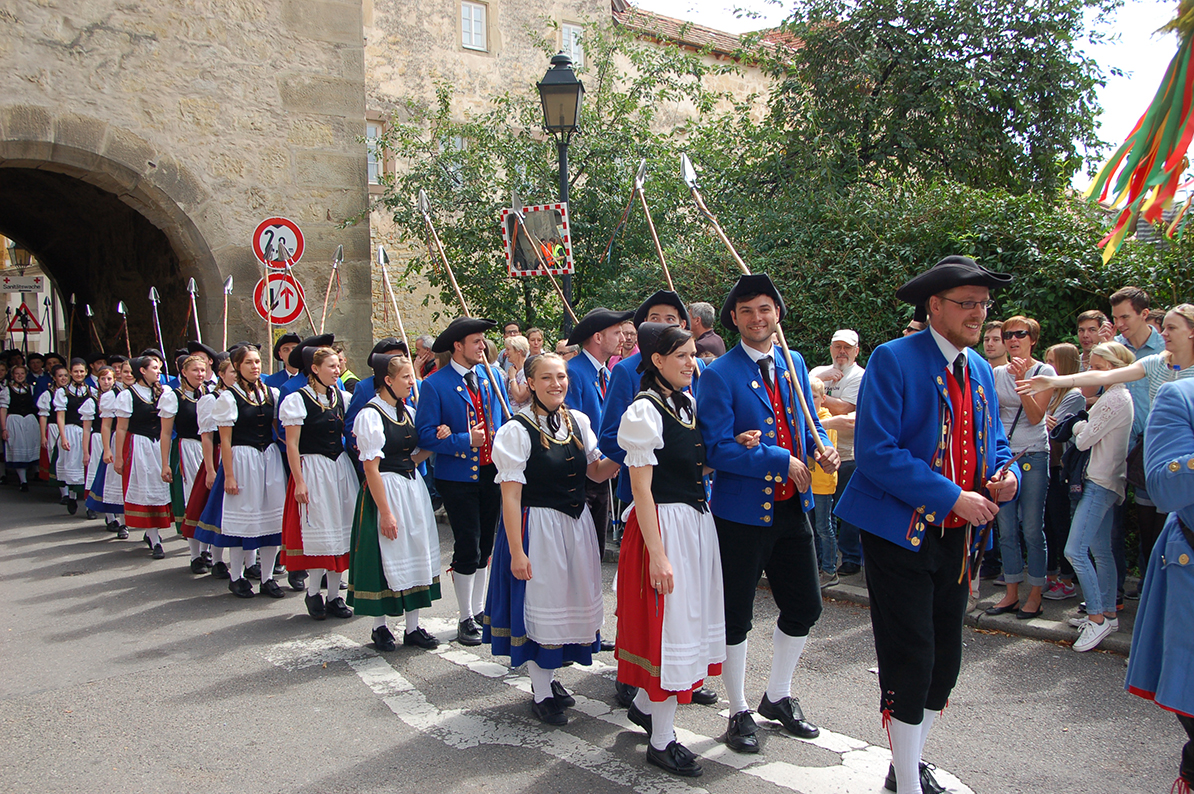
Schäfertanzgruppe im Festzug vor dem Oberen Tor
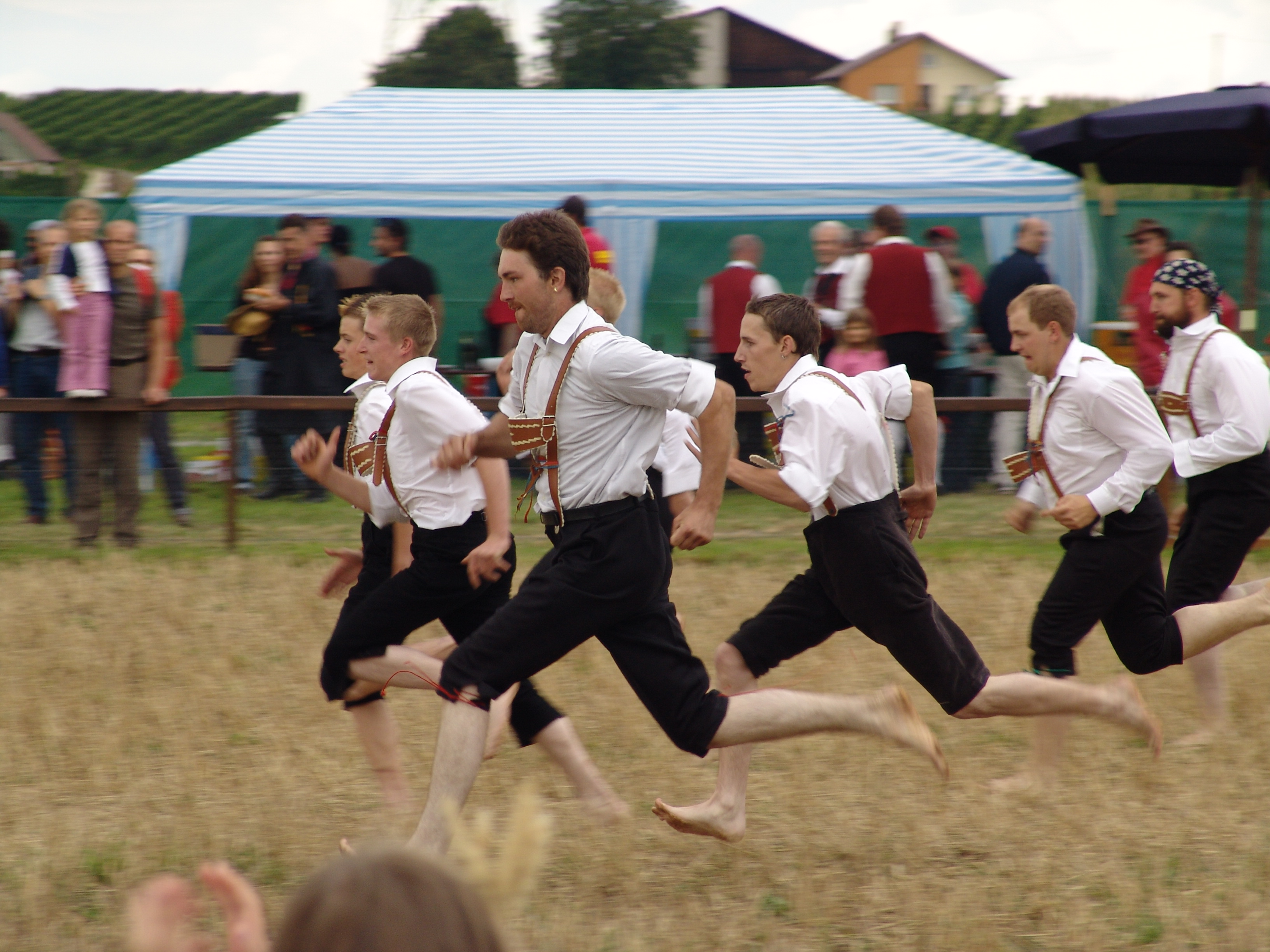
Barfuß übers Stoppelfeld – Schäferlauf 2006
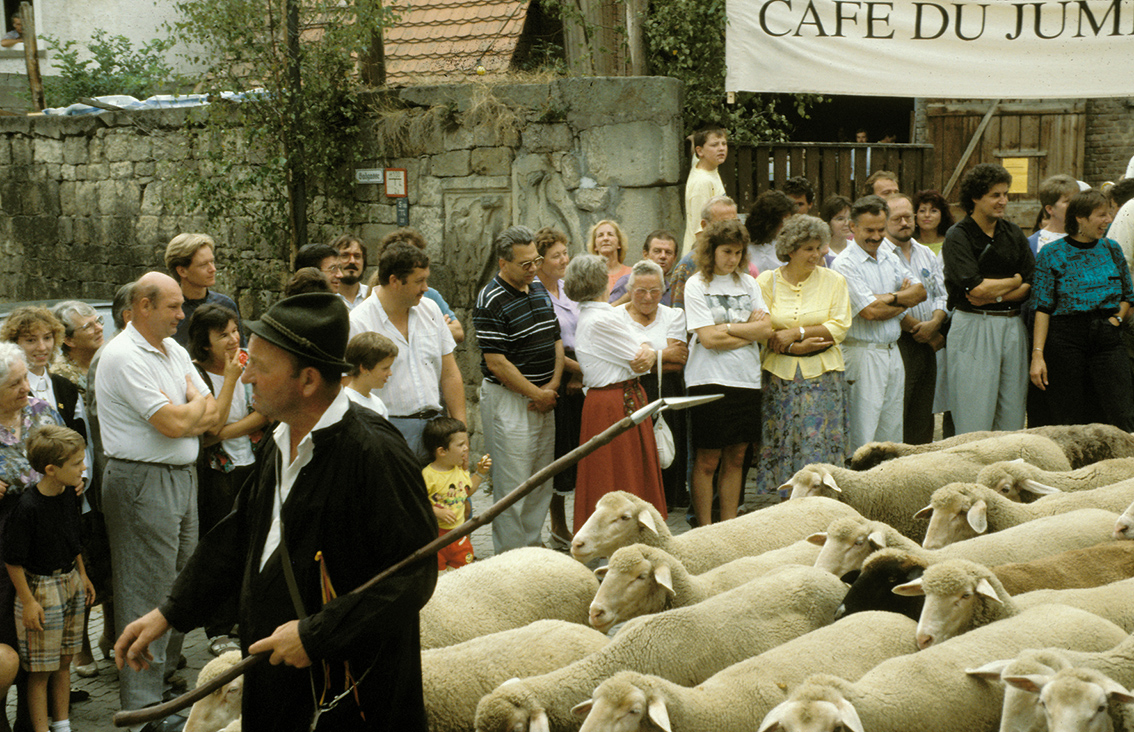
Stadtschäfer im Festzug

## Heidenheim, Bad Urach und Wildberg
In Heidenheim wurde der Schäferlauf nach Aufhebung der Zünfte nicht mehr fortgeführt. Erst im Jahr 1922 wurde diese Tradition wiederentdeckt und wie in den fünfziger Jahren für kurze Zeit wiederbelebt. Seit dem dritten Anlauf 1972 fand der Heidenheimer Schäferlauf bis 2008 wieder regelmäßig statt. Im Jahr darauf beschloss der Gemeinderat, sich „von der Tradition zu verabschieden“ und die Veranstaltung des Schäferlaufs einzustellen. Der Schwäbische Albverein versucht, die Erinnerung daran mit einem „Abend der Schäfertradition“ im Konzerthaus wachzuhalten.
In Bad Urach fand der Schäferlauf ursprünglich immer am 25. Juli, dem Jakobitag, statt. Heute findet er nur an Jahren mit ungeraden Zahlen an einem Sonntag um den 25. Juli statt. Das eigens für den Uracher Schäferlauf geschriebene und 1923 uraufgeführte Festspiel D’Schäferlies ist fester Bestandteil des Festes, ebenso wie das Preishüten aktiver Schäfer am Tag zuvor.

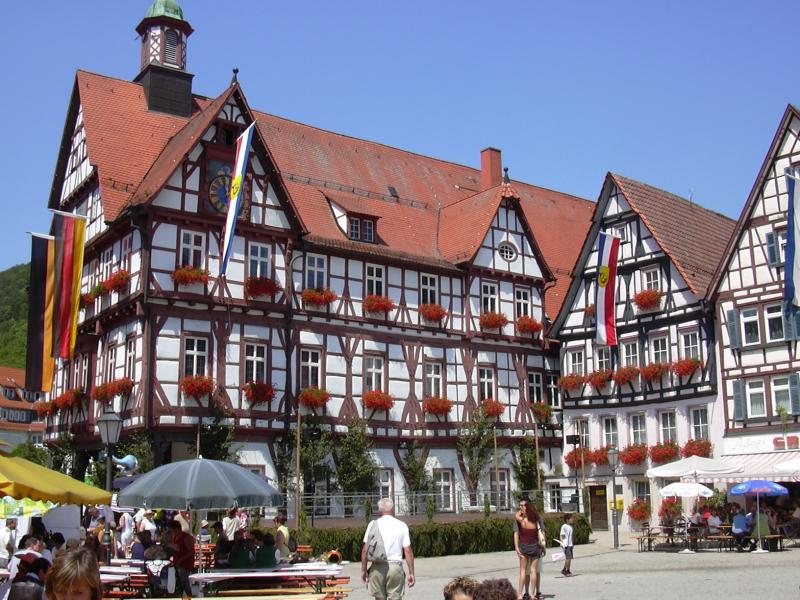
Uracher Rathaus während des Schäferlaufs

Königspaar vom Schäferlauf Wildberg 2010

In Jahren mit einer geraden Zahl findet am dritten Juli-Wochenende der Schäferlauf in Wildberg statt. Eröffnet wird er mit dem Heimatspiel „Der Klosterschäfer und des Teufels Puppenspieler“. Das Leistungshüten, der Festumzug, der Schäferlauf und -tanz sowie der Rummel sind weitere Höhepunkte. Seit Oktober 2022 darf Wildberg auch die Bezeichnung Schäferlaufstadt führen.